# 윈도우 서버 2003
윈도우 서버 2003(Windows Server 2003)은 마이크로소프트사가 개발한 서버 운영 체제이다. 윈도우 서버 2003은 윈도우 XP를 바탕으로 하며 2010년 7월 13일에 윈도우 2000, 윈도우 XP 서비스 팩 2와 동시에 메인스트림 지원이 종료되었다. 2003년 4월 24일에 윈도우 2000 서버를 뒤로 이은 운영체제로 출시되었으며, 마이크로소프트는 이 제품이 비즈니스 서버 제품의 윈도우 서버 시스템의 토대가 될 것으로 여기고 있다. 후속 버전은 윈도우 서버 2008이다.
2000년에 첫 발표되었을 때 "휘슬러 서버"(Whistler Server)라는 코드 이름으로 알려져 있었고, 2001년 중반에 "윈도우 2002 서버"로 명명되었으며, 그 뒤 "윈도우 닷넷 서버", "윈도우 닷넷 서버 2003"으로 변경되었다. 마이크로소프트는 "닷넷"이라는 이름을 브랜드 이름에서 제거하고 마지막으로 "윈도우 서버 2003"으로 확정하였다.

## 새로운 기능
- 인터넷 정보 서비스 (IIS) v6.0 - IIS의 개선된 버전
- 이전 버전보다 좋아진 기본 보안 (방화벽 내장 및 대부분의 서비스를 기본적으로 사용 안 함)
- 메시지 쿼링의 눈에 띄는 개선
- 자신만의 서버 관리 - 서버가 제공해야 하는 기능을 관리자가 선택할 수 있게 하는 역할 관리 도구
- 계획에서 클래스를 제거하거나 여러 개의 디렉터리 서버 (ADAM)의 프로그램을 실행하는 기능과 같은 액티브 디렉터리의 개선
- 그룹 정책 관리 개선
- 파일 섀도잉 백업의 도움으로 열려 있는 파일의 백업을 허용하는 기능 등을 포함하여 디스크 관리 개선
- 마이크로소프트가 차기 버전의 윈도우의 명령 줄로 생각해 두었던 스크립팅 및 명령 줄 도구 개선
- 하드웨어 기반의 감시 타이머 지원 - 운영 체제가 특정한 시간에 반응하지 않는 경우 서버를 다시 시작할 수 있는 기능이다.

## 업데이트

### 서비스 팩 1
- 보안 구성 마법사
- 핫 패치
- ISS 6.0 메타베이스 회계 감시
- 윈도우 방화벽
- 무선 서비스 지원, 더 나은 IPv6 지원, SYN 플러드 TCP 공격에 대한 새로운 보호 지원 등을 포함한 다른 네트워크 개선
- 설치 후 보안 업데이트
- 데이터 실행 방지 (DEP)
- 윈도우 미디어 플레이어 버전 9, 10

### 서비스 팩 2
윈도우 서버 2003용 서비스 팩 2는 2007년 3월 13일에 공개되었다.

## 윈도우 서버 2003 R2
윈도우 서버 2003 R2는, 2005년에 출시된 운영체제이며, 성능 개선에 초점을 두었다.
새로운 기능
- 브랜치 오피스 서버 관리
  - 파일, 프린터에 중점적인 관리 도구
  - 강화된 분산 파일 시스템 (DFS) 이름 공간 관리 인터페이스
  - RDC를 사용하여 WAN 데이터를 더 효율적으로 복제할 수 있음

- 아이덴티티 및 접근 관리
  - 사용자 접근 기록
  - 엑스트라넷 응용 프로그램 접근의 중점적인 관리

- 기억 장치 관리
  - 파일 서버 리소스 관리자
  - 할당 관리 강화
  - 파일 스크리닝을 통한 제한되는 파일 형식 제한
  - SAN을 위한 기억 용량 관리

- 서버 가상화
  - 새로운 라이선스 정책: 엔터프라이즈 에디션의 경우 4 개의 가상 인스턴스 허용, 데이터센터 에디션의 경우 제한 없음

- 유닉스 기반 응용 프로그램 추가 기능을 위한 유틸리티와 SDK (상대적으로 완전한 유닉스 개발 환경을 제공한다.)
  - 기본 유틸리티
  - SVR-5 유틸리티
  - 기본 SDK
  - GNU SDK
  - GNU 유틸리티
  - 펄 5
  - 비주얼 스튜디오 디버거 애드인

## 제품 종류
윈도우 서버 2003은 비즈니스의 크기와 종류에 따라 여러 에디션을 갖추고 있다.

### 윈도우 스몰 비즈니스 서버
스몰 비즈니스 서버는 윈도우 서버와, 중소기업에 완전한 기술 솔루션을 제공할 목적의 부가 기술이 포함되어 있다. 이 기술들은 원격 웹 작업공간과 같은 솔루션을 중소기업에서 사용할 수 있게 하고, 통합 설비, 감시 체제 강화, 통합 관리 콘솔, 원격 접근과 같은 경영 이익을 제공하기 위해 윈도우 스몰 비즈니스 서버에 추가되었다.
윈도우 스몰 비즈니스의 스텐다드 에디션은 협동을 위해 윈도우 셰어포인트 서비스를, 전자 우편을 위해 마이크로소프트 익스체인지 서버를, 사용자 관리를 위해 액티브 디렉터리를, 그리고 팩스 서버를 포함하고 있다. 이 제품은 또한 기본 방화벽, DHCP 서버, 또 하드웨어 라우터뿐 아니라 두 개의 네트워크 카드나 한 개의 네트워크 카드를 사용하는 NAT 라우터를 제공한다.
윈도우 스몰 비즈니스 서버의 프리미엄 에디션은 마이크로소프트 SQL 서버 2000과 마이크로소프트 인터넷 시큐리티 앤 엑셀레이션 서버 2004를 포함하고 있다.
스몰 비즈니스 서버는 다음의 설계적 제한을 따르고 있다:
- 하나의 도메인 안의 한 대의 컴퓨터만이 윈도우 서버 2003 스몰 비즈니스 서버를 돌릴 수 있다.
- 윈도우 서버 2003 스몰 비즈니스 서버는 액티브 디렉터리들의 루트여야 한다.
- 윈도우 서버 2003 스몰 비즈니스 서버는 다른 도메인을 신뢰할 수 없다.
- 윈도우 서버 2003 스몰 비즈니스 서버는 CAL의 종류에 따라 75 명의 사용자나 장치로 제한된다.
- 윈도우 서버 2003 스몰 비즈니스 서버는 램 4기가바이트로 제한된다.
- 윈도우 서버 2003 스몰 비즈니스 서버 도메인은 자식 도메인을 가질 수 없다.
- 터미널 서비스는 스몰 비즈니스 서버 2003에서는 원격 관리 모드에서만 동작하며 두 개의 동시 RDP 세션만 허용된다. (SBS 2000 정책의 변화)[4]
- 스몰 비즈니스 서버의 제한을 없애고 스몰 비즈니스 서버를 일반 윈도우 서버, 익스체인지 서버, SQL, ISA 서버 버전으로 업그레이드하기 위해, 윈도우 스몰 비즈니스 서버 2003 R2 변환 팩이 따로 존재한다. 보관됨 2020-10-03 - 웨이백 머신

### 웹 에디션
윈도우 서버 2003 웹 에디션을 사용하여 주로 웹 애플리케이션, 웹 페이지, XML 웹 서비스를 만들어 호스트한다. 주로 IIS 6.0 웹 서버로 쓰이며, XML 웹 서비스와, 닷넷 프레임워크의 주요한 일부로서의 ASP.NET 기술을 사용하는 응용 프로그램을 빠르게 개발하고 이용하는 플랫폼을 제공한다. 이 에디션은 클라이언트 액세스 라이선스를 요구하지 않으며 터미널 서버 모드는 웹 에디션에 포함되어 있지 않다. 그러나 관리를 위한 원격 데스크톱는 윈도우 서버 2003 웹 에디션에서 사용할 수 있다. 무조건 10개의 동시 파일 공유 접속만 허용된다. 마이크로소프트 SQL 서버와 마이크로소프트 익스체인지 소프트웨어는 이 에디션에 설치할 수 없다. 그러나 MSDE와 SQL 서버 2005 익스프레스는 서비스팩 1 이상이 설치되어 있으면 완전히 지원한다. XML 웹 서비스와 ASP.NET를 지원함에도 불구하고, UDDI는 윈도우 서버 2003 웹 에디션에서 이용할 수 없다. 닷넷 프레임워크 버전 2.0은 윈도우 서버 2003 웹 에디션에 포함되어 있지 않지만 윈도우 업데이트로부터 별도의 업데이트로 내려 받아 설치할 수 있다.

### 스텐다드 에디션
윈도우 서버 2003 스텐다드 에디션은 일반 크기의 비즈니스에서 사용하도록 고안된 것이다. 스텐다드 에디션은 파일 및 프린터 공유를 지원하며 보안 인터넷 연결을 제공하고 집중화된 데스크톱 애플리케이션 이용을 허용한다. 이 에디션은 4개의 프로세서에 4기가 바이트 램까지 지원한다. 64비트 버전은 x86-64 아키텍처 (AMD64, EM64T과 같은 "마이크로소프트가 x64 CPU"라고 부르는 것)에서 사용할 수 있다. 64비트 버전의 윈도우 서버 2003 스텐다드 에디션은 최대 32 기가바이트의 램을 지원하며, 32비트 버전에서 실행하지 못하는 불균일 기억 장치 접근(Non-Uniform Memory Access,NUMA)도 지원한다.

### 엔터프라이즈 에디션
윈도우 서버 2003 엔터프라이즈 에디션은 중대형 비즈니스에 초점을 두고 있다. 완전한 기능을 지원하는 서버 운영 체제이며, 최대 8개의 프로세서를 사용할 수 있고, 마이크로소프트 클러스터 서버 (MSCS) 소프트웨어를 사용하여 8노드 클러스터링과 같은 기업체 계열의 기능을 제공한다. 또, BOOT.INI 파일의 PAE 변수를 설정하여 최대 32 기가바이트의 램을 지원하게 할 수 있다. 엔터프라이즈 에디션은 또한 아이테니엄과 x64 아키텍처를 위한 64비트 버전으로도 배포되었다. 64비트 버전의 윈도우 서버 2003 엔터프라이즈 에디션 x64는 최대 1 테라바이트 (1024 기가바이트)의 램을 사용할 수 있다. 32비트, 64비트 버전 둘 다 불균일 기억 장치 접근(Non-Uniform Memory Access,NUMA)을 지원한다. 또한 서버 운영체제답게 하드웨어를 뺐다 꼈다 할 수 있는 기능도 제공된다.

### 데이터센터 에디션
데이터 센터 에디션은 높은 보안과 신뢰가 필요한 인프라를 위해 설계되었다. 윈도우 서버 2003은 x86 32비트, 아이테니엄, x64 프로세서에서 사용할 수 있다. 적어도 8개의 프로세서를, 많으면 64개의 프로세서를 지원하지만, 32비트 아키텍처에서 실행할 경우 32개의 프로세서로 지원되는 수가 제한된다. 32비트 아키텍처는 또한 64기가바이트까지 메모리 접근이 제한되는 반면, 64비트 버전의 경우 최대 2 테라바이트를 지원한다. 윈도우 서버 2003 데이터센터 에디션은 또한 프로세서와 메모리 사용률을 각 응용 프로그램마다 제한하며 할당할 수 있다.
윈도우 서버 2003 데이터센터 에디션은 또한 불균일 기억 장치 접근(Non-Uniform Memory Access,NUMA)을 지원한다.
윈도우 서버 2003 데이터센터 에디션은 기억 영역 네트워크 (SAN)에 대해 더 나은 지원을 제공한다. 윈도우 소켓을 사용하여 TCP/IP 통신을 네이티브 SAN 서비스 제공업체를 통해 가상으로 구현할 수 있게 하는 서비스를 제공한다. 그럼으로써 TCP/IP 채널을 통해 SAN에 접근할 수 있다. 이로써 TCP/IP로 통신할 수 있는 어떠한 응용 프로그램이라도 해당 응용 프로그램을 수정하지 않고 SAN을 사용할 수 있게 된다.
윈도우 서버 2003 데이터센터 에디션은 또한 8노드 클러스터링을 지원한다.

### 윈도우 컴퓨트 클러스터 서버
윈도우 컴퓨트 클러스터 서버 2003 (CCS)는 2006년 6월에 공개되었으며 고성능 컴퓨팅 클러스터를 요구하는 하이엔드 응용 프로그램을 위해 설계되었다. 수많은 컴퓨터를 하나로 묶어서 슈퍼컴퓨터와 같은 속도를 수행할 수 있다. 각 컴퓨트 클러스터 서버 네트워크는 대부분의 작업을 수행하기 위해 적어도 하나의 제어 헤드 노드와 종속적인 처리 노드로 이루어져 있다.

### 윈도우 스토리지 서버
윈도우 스토리지 서버 2003 R2는 다음의 버전에서 사용할 수 있다.
|                                   | 익스프레스 에디션 | 워크그룹 에디션 | 스텐다드 에디션 | 엔터프라이즈 에디션 |
| --------------------------------- | ----------------- | --------------- | --------------- | ------------------- |
| CPU 지원 수                       | 1                 | 1               | 1-4             | 1-8                 |
| 32 비트 및 64 비트 버전 사용 가능 | 예                | 예              | 예              | 예                  |
| 디스크 드라이브 수                | 2 개              | 4 개            | 제한 없음       | 제한 없음           |
| 랜 카드(NIC)                      | 1 개              | 2 개            | 제한 없음       | 제한 없음           |
| 인쇄 서비스                       | 아니요            | 예              | 예              | 예                  |
| CAL 요구                          | 아니요            | 아니요          | 아니요          | 아니요              |
| iSCSI 대상 지원                   | 선택 사항         | 선택 사항       | 선택 사항       | 선택 사항           |

윈도우 유니파이드 데이터 스토리지 서버(Windows Unified Data Storage Server)는 iSCSI 대상을 기본으로 지원하는 윈도우 스토리지 서버 2003 R2의 버전으로, 스텐다드 에디션과 엔터프라이즈 에디션에서만 사용할 수 있다.
- 마이크로소프트는 물리 CPU/프로세서를 메인보드에서 단일 소켓/노드로 정의한다. 운영체제 라이선스 목적에 따라, 듀얼 소켓의 싱글 코어 (인텔 펜티엄4/제온, AMD 애슬론 64) 시스템은 2 개의 프로세서로 인식하는 반면, 단일 소켓의 쿼드 코어 CPU(AMD의 베르셀로나와 인텔의 코어 2 쿼드)는 한 대의 프로세서로 인식한다. 마이크로소프트의 정책은 서드파티 소프트웨어 제조업체의 서버 응용 프로그램에 대한 CPU 라이선스 정책과는 관련이 없다.

### 윈도우 홈 서버
윈도우 홈 서버는 마이크로소프트 윈도우 서버 2003 SP2 기반의 운영 체제이다. 빌게이츠가 소비자 가전 전시회에서 2007년 1월 7일에 발표하였다. 윈도우 홈 서버는 일반 가정에서 여러 개로 연결된 PC가 파일을 공유하고, 백업을 자동화하고 원격 접근을 할 수 있게 만들어 준다.
윈도우 홈 서버는 2007년 11월 15일에 OEM으로 선적되기 시작했다.

## 같이 보기
- 윈도우 서버 시스템

### 마이크로소프트
- 마이크로소프트 윈도우 서버 2003 공식 웹사이트

### 기타
- 윈도우 서버 2003 스크린샷 사진첩
- 윈도우 서버 2003 서비스팩 1의 문제[깨진 링크(과거 내용 찾기)]
- howden.net.nz GUI 사진첩 윈도우 서버 2003 리뷰